# Новоподгородное (Криничанский район)
Новоподгородное  (укр. Новопідгірне) — село,
Криничанский поселковый совет,
Криничанский район,
Днепропетровская область,
Украина.
Код КОАТУУ — 1222055102. Население по переписи 2001 года составляло 228 человек.

## Географическое положение
Село Новоподгороднее находится на расстоянии в 0,5 км от сёл Ильинка и Червоный Яр.